# Río Sama (Perú)
El río Sama es un río de la vertiente del Pacífico, localizado en la costa sur del Perú, departamento de Tacna. Nace en la laguna de Cotanvilque ubicada en las cumbres andinas al sur de la cordillera occidental de los Andes peruanos en la provincia de Tarata, entre los cerros Contanvilque y Cauchina, y recorre de este a oeste atravesando el Desierto costero del Perú hasta su desembocadura en el mar de Grau en la provincia de Tacna.   
Recibe su nombre a partir de la confluencia de los ríos Salado y Tala, y en su cuenca alta se encuentra el embalse de Jarumas.
Históricamente, desde 1883 hasta 1929, el río Sama fue fijado temporalmente como límite político entre Perú y Chile tras la Guerra del Pacífico con el Tratado de Ancón.

## Cuenca
El río Sama tiene una longitud de 164 kilómetros desde su naciente y su cuenca una superficie de 4.738 km², abarcando las provincias de Tarata y Tacna en el departamento de Tacna. La cuenca del río Sama limita al norte con la cuenca del río Locumba, al este con la cuenca del río Maure, al sur con la cuenca del río Caplina y al oeste con el Océano Pacífico.

## Historia
Luis Risopatrón lo describe en su Diccionario Jeográfico de Chile de 1924:: 792 
Sama (Rio) 17° 50' 70° 39' Es formado por la reunión de los rios Cano i Tala, corre hacia el SW, riega un angosto i fértil valle dedicado al cultivo de la vid, algodón, caña de azúcar i forrajes, que se estiende hasta Cuiloma, donde desaparece el agua, a unos 30 kilómetros de la caleta de aquel nombre, en la que desemboca; sus riberas estuvieron pobladas antiguamente por indios mitimaes, que fueron catequizados por frailes dominicos en 1565. Aparece con el nombre de Zama en los documentos primitivos. 1, ix, p. 59; 15, II, p. 58' (1710); 17, p. 63 (1728); 70, p. 22; 77, p. 85; 87, p. 860; 138, xxi, p. 347; 141, atlas de Raimondi (1874); 149, i, p. 109; 155, p. 683; i 156.